# 국도 제14호선 (일본)
일본 14번 국도(일본어: 国道14号→국도 14호)는 일본 도쿄도 주오구부터 지바현 지바시 주오구를 잇는 총 연장 65.0km의 일본의 일반 국도다.

## 주요 경유지
- 도쿄도
  - 주오구 - 스미다구 - 고토구 - 에도가와구

- 지바현
  - 이치카와시 - 후나바시시 - 나라시노시 - 지바시 하나미가와구 - 지바시 미하마구 - 지바시 하나미가와구 - 지바시 이나게구 - 지바시 주오구